# Cadoneghe
Cadoneghe är en ort och kommun i provinsen Padova i regionen Veneto i Italien. Kommunen hade 15 875 invånare (2021).